# Le Grand-Serre
Le Grand-Serre är en kommun i departementet Drôme i regionen Auvergne-Rhône-Alpes i sydöstra Frankrike. Kommunen ligger i kantonen Le Grand-Serre som tillhör arrondissementet Valence. År 2022 hade Le Grand-Serre 949 invånare.

## Befolkningsutveckling
Antalet invånare i kommunen Le Grand-Serre
Referens:INSEE